# 2014年亞洲運動會中國澳門代表團
2014年亞洲運動會中國澳門代表團是澳門以「中國澳門」的名義參加2014年亞洲運動會的體育代表團，團長與副團長分別為陳永傑、馬志成。中國澳門共派出135名運動員，參加是次亞運會其中18個項目，當中包括：水上運動（游泳、跳水、花泳）、田徑、羽毛球、保齡球、拳擊、獨木舟（靜水）、單車（公路單車）、劍擊、高爾夫球、柔道、空手道、射擊、壁球、乒乓球、跆拳道、網球、鐵人三項及武術（套路、散手）。中國澳門代表團在本屆賽事拿下3面銀牌和4面銅牌共7面獎牌，在獎牌榜中排名29。

## 獎牌統計

### 得獎項目
| 比賽項目 | 金牌 | 銀牌 | 銅牌 | 總數 |
| 武術     | 0    | 3    | 0    | 3    |
| 跆拳道   | 0    | 0    | 2    | 2    |
| 空手道   | 0    | 0    | 2    | 2    |
| 總計     | 0    | 3    | 4    | 7    |

### 獎牌得主
| 獎牌 | 運動員 | 項目   | 賽事             | 日期    |
| ---- | ------ | ------ | ---------------- | ------- |
| 銀牌 | 賈瑞   | 武術   | 男子長拳         | 9月20日 |
| 銀牌 | 李祎   | 武術   | 女子劍術槍術全能 | 9月21日 |
| 銀牌 | 黃俊華 | 武術   | 男子南拳南棍全能 | 9月22日 |
| 銅牌 | 劉情   | 跆拳道 | 女子67公斤級     | 10月2日 |
| 銅牌 | 張佩思 | 空手道 | 女子個人型       | 10月2日 |
| 銅牌 | 賈嘉慧 | 空手道 | 女子68公斤級     | 10月2日 |
| 銅牌 | 王俊楠 | 跆拳道 | 女子73公斤級     | 10月3日 |